# Sága

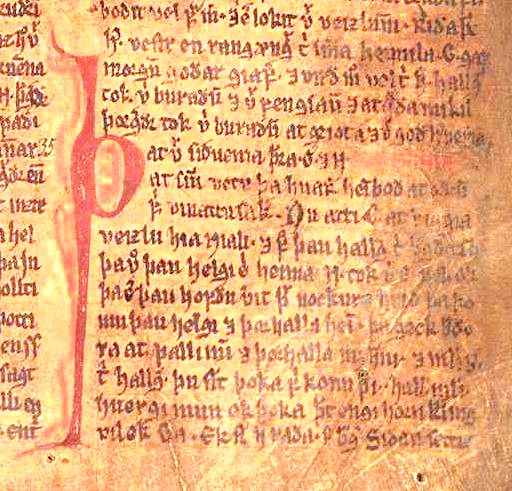
Výňatek z islandského rukopisu Möðruvallabók obsahujícího Ságu o Njálovi

Sága (pochází z islandského slova saga, množné číslo sögur) je označení pro příběh s tematikou dávné skandinávské a germánské historie, o prvních vikinských výpravách, osidlování Islandu a krevní msty mezi islandskými rodinami. Většinou jsou psány starou islandštinou nebo starou severštinou.
Jedná se o epické příběhy v próze s častým vkládáním veršů v aliteračním verši (většinou jako veršované promluvy postav či básně, složené postavami ságy nebo odkazy na veršované zpracování příslušného příběhu), týkající se hrdinských skutků dávných dnů, životopisů důležitých mužů, často Vikingů, někdy křesťanů, ale často pohanů. Příběhy jsou většinou realistické, s výjimkou legendárních ság, ság o světcích či biskupech a také s výjimkou ság, ovlivněných evropskými romancemi. Ty jsou někdy romantizovány či obsahují fantastické motivy.

## Původ
Islandský termín saga (plurál sögur) může znamenat jednak „to, co je řečeno, sdělení“, ale i „příběh, povídka“. Souvisí s anglickým slovesem say a německým slovesem sagen (oboje znamená mluvit). Islandské ságy jsou založeny na ústním podání a často se zkoumáním ságy dá odhalit její historický základ. Historická přesnost ság je ale předmětem sporů. Většina rukopisných záznamů ság byla v 17. století převezena do Dánska nebo do Švédska, ale později vrácena na Island.
Ságy jsou o králích (např. Heimskringla), obyčejných lidech (Bandamanna saga) a významných osobnostech (Egils saga), poměrně často také líčí příběh rodu v nějakém období (Sága o lidech z Lososího údolí). Ságy popisují část historie severských zemí. Často jsou v nich zmiňovány Britské ostrovy, Francie a Severní Amerika (ta ovšem byla v příbězích poznána až na počátku 20. století).
Většina ság pocházejících z Islandu se odehrává mezi lety 930–1030, takže je toto období v islandské historii dnes nazýváno söguöld (Doba ság). Ságy o králích a biskupech jsou samozřejmě zařazovány do období života dotyčné osobnosti. Většina ság byla zaznamenána mezi lety 1190–1320, někdy ale tyto ságy měly často mnohem delší historii v ústním podání. Některé jsou čirá fikce, u některých známe jejich zdroje (autor Ságy o králi Sverrirovi se s ním setkal a uvedl jako zdroj jeho vyprávění). Mytologická teorie o vzniku ság tvrdí, že děj a postavy ság často vznikly přesunutím mytologického materiálu do jiného dějinného prostředí.

## Obsah a styl
Většina ság se odehrává v období na pomezí, jak historickém, tak duchovním, mezi pohanstvím a křesťanstvím, vyskytuje se motiv hříčky osudu.
Styl ság je neosobní, hutný, bez vysvětlování příčiny nějaké události. Věci se stávají a lidé jednají, tak, jak jednají, nicméně není vysvětleno proč. Postavy jsou obvykle uvedeny větou typu „Byl muž jménem…“, po které následuje stručný životopis, genealogie a stručný popis vztahů k ostatním postavám ságy. Povaha postav je líčena přes jejich činy, popisy myšlení a psychologie postav zcela chybí, nanejvýše jsou shrnuty větou typu byl znamenitý vůdce. Mezi postavami jsou spletité vztahy, zahrnující přátelství, rodovou příslušnost, sňatky, sousedství.
Jeden z nejčastějších motivů je boj proti nadpřirozenému či fantastickému protivníkovi. Filozofie hrdinů ság je přibližně taková: život je krátký a nejistý, jediná jistota je v něm posmrtná sláva, kterou jsme povinni si za života dobýt. Příčiny jednání hrdinů ság nejsou nijak vysvětleny, nevyplývají-li z příběhu samotného.
Často hrají v sáze nějakou roli nadpřirozené síly, zejména věštění (často prorokování ze snů). Děj ságy se často točí kolem sporu krevní msty mezi rody, podstatnou část děje zabírají právnické záležitosti a soudní jednání.

## Dělení ság
Ságy se dělí do několika skupin:
- Královské ságy – většinou pocházejí z 12. století–14. století, jde o životopisy skandinávských králů.
- Islandské ságy – líčí události na Islandu v 10. století a na začátku 11. století, převážně události související s přijetím křesťanství. Jde o rodové ságy, což znamená, že líčí příběh jednoho rodu, ne jednoho jednotlivce.
- þættir (jednotné číslo þáttr, tj. krátké povídky o Islanďanech) – zpracovávají tutéž látku jako islandské ságy, jen podstatně kratším způsobem.
- Legendární ságy – kombinují historii s mýty a legendami, vyznačují se podstatně větším podílem fantastických motivů.
- Rytířské ságy – jde většinou o překlady středověkých rytířských romancí a písní žánru chansons de geste formou ságy.
- Lživé ságy – smyšlené ságy, jejímž hlavním účelem bylo bavit, a které začaly vznikat na Islandu na počátku 12. století. Ve své podstatě se jedná o "brakovou" literaturu tehdejší doby.

## Ságy v češtině
Některé ságy jsou dostupné v češtině, a to převážně jako součást překladatelského díla Ladislava Hegera. Jedná se o tato díla:
- Saga o Hrafnkelovi, knězi Freyově. In Časopis Obrození 1912:102–114, 161–171.
- Saga o Gunnlaugovi Hadím jazyku – vydal roku 1919 Ludvík Bradáč, přeložil Emil Walter.
- Saga o Hrafnkelovi knězi Freyově – vydal Hynek roku 1920, přeložil Emil Walter.
- Saga o Egilovi synu Skallagrímově – vyšlo v roce 1926, překlad Karel Vrátný.
- Okouzlení krále Gylfa – vydal Arkún, Praha, 1929, překlad Emil Walter.
- Saga o lidech z Vatnsdalu – vyšlo v roce 1929 (Müller a spol.), překlad Emil Walter.
- Guta-Saga – edice a překlad Leopold Zatočil. In Hrst studií a vzpomínek. Prof dr. Ant. Beerovi jeho žáci. Odbočka Jednoty českých filologů v Brně 1941:17–59.
- Píseň o hunské bitvě. In Slezský sborník 1946:30–34.
- Saga o Grettim – vyšlo v roce 1957 v SNKLHU jako součást edice Živá díla minulosti, překlad Ladislav Heger. Druhé vydání vyšlo pod stejným názvem roku 2020 v nakladatelství Garamond.
- Sága o Volsunzích – vydalo Státní pedagogické nakladatelství, 1960, překlad Leopold Zatočil. Kromě samotné Vǫlsunga Ságy obsahuje i český překlad Povídky o Nornagestovi a Hvenskou kroniku a staroislandské pasáže z Skáldksapramálu Snorriho Sturlusona.
- Staroislandské ságy – soubor pěti ság (Sága o Eiríkovi Zrzavém, Sága o lidech z Eyru, Sága o Gíslim, Sága o lidech z Lososího údolí a Sága o Njálovi), vyšel v SNKLU v roce 1965 v překladu a edici Ladislava Hegera (2. vydání Garamond 2015).
- Sága o Grónsku a Sága o Eiríkovi Rudém in Helge Ingstad: Kolumbus nebyl první, Praha 1971; s. 32–44, 45–55.
- Sága o svatém Olavu (autorem ságy je patrně Snorri Sturluson) – vyšlo v roce 1967 v nakladatelství Lidová demokracie, překlad Ladislav Heger. Roku 2021 vyšlo druhé, renovované vydání s názvem Sága o svatém Óláfovi v nakladatelství Garamond.
- Sága o Torgilsovi Orrabeinsfostri. In Farley Mowat: Polární vášeň. Praha 1973:13–24.
- Královské ságy – přeložený a převyprávěný text šesti ság z Heimskringly (Sága o Ynglinzích, Sága o Hálfdanovi Černém, Sága o Haraldovi Krásnovlasém, Sága o Hákonovi Dobrém, Sága o Haraldovi Šedém Kožichu a Sága o Óláfu Tryggvasonovi), vydal Albatros, 1980, překlad Jaroslav Kaňa.
- Edda a Sága o Ynglinzích – Sága o Ynglinzích vyšla společně s Prozaickou Eddou a Jazykem básnickým, Odeon, 1988 (2. vydání Argo, 2003), překlad Helena Kadečková.
- Staroislandské povídky – soubor 17 þættir (Audun ze Západních fjordů, Halli Prostořeký, Hreidar Hňup, Štědrý Brand, První příběh o Halldóru Snorrasonovi, Druhý příběh o Halldóru Snorrasonovi, Ögmund Rána a Gunnar Půlka, Torstein Neochvějné srdce, Býk Brandkrossi, Sen Torsteina Hallssona, Gunnar, který zabil Tidranda, Pivní čapka, Ófeig, Torstein, Hrómund Kulhavý, Torvald Zcestovalý a První grónský biskup), vydal Dauphin 1999, přeložily Helena Kadečková a Veronika Dudková.
- Sága o Völsunzích a jiné ságy o severském dávnověku – soubor tří ság (Sága o Völsunzích, Sága o Ragnaru Huňaté nohavici a Sága o Bósim a Herrauðovi) vydalo Argo, 2001, překlad Helena Kadečková a Veronika Dudková.
- Sága o Hervaře – vydal Herrmann & synové, 2008, přeložil Jan Kozák (druhý svazek s komentáři vyšel v r. 2009).
- Sága o Hervör a králi Heidrekovi Moudrém – vydal Perplex, Opava, 2009; z angličtiny přeložil Miroslav Černý.
- Guta Saga: dějiny lidu z ostrova Gotland – editoval Miroslav ČERNÝ; Edice X, Pečky, 2014.
- Sága o Álim Flekovi – přeložila Markéta Podolská, Plav, měsíčník pro světovou literaturu 9/2014 – Toto není mystifikace!.
- Sága o plášti – přeložila Markéta Podolská, Plav, měsíčník pro světovou literaturu 2/2015 – Hory přenáší.
- Sága o Bárðovi Snæfellsássovi – přeložila Kristýna Králová, Plav, měsíčník pro světovou literaturu 3/2015 – Populární středověk.
- Lživé ságy starého Severu – soubor staré islandské "brakové" literatury (Sága o Egilovi a Ásmundovi, Sága o Jarlmannovi a Hermannovi, Sága o Álim Flekovi, Sága o Sǫrlim Silném, Sága o Hjálmþérovi a Ǫlvim, Sága o Hálfdanu Eysteinssonovi, Sága o Sigurðovi Mlčenlivém a Sága o Vilmundu Mimoňovi). Vydal Herrmann & synové, 2015, překlad Jiří Starý, Lucie Korecká, Ondřej Himmer, Marie Novotná, Markéta Podolská, Kateřina Ratajová, David Šimeček a Pavel Vondřička.
- K čemu tak velká slova? Staroseverská rytířská literatura I. – překlad 4 rytířských ság, 2 z nich jsou staronorské překlady francouzských děl (Sága o Erexovi, Artušovu rytíři a O runzivalské bitvě), další dvě pak islandské variace (Sága o Tristramovi a Ísoddě a Sága o krásném Bæringovi) vydala Filozofická fakulta Univerzity Karlovy, 2018, přeložila Markéta Ivánková.
- Sám spatříš svět stínů. Hranice mezi světy v pozdních ságách o Islanďanech – s rozborem pozdně islandských ság překlad několika příběhů (Příběh Orma Stórólfssona, Příběh o Þorsteinovi Býčí noze, Příběh o obyvateli mohyly, Příběh o obyvateli hor, Sen Oddiho Hvězdáře, Příběh o Sǫrlim, Heðinovi a Hǫgnim, Sága o lidech z údolí Svarfaðardal, Sága o Hǫrðovi a psancích z ostrova) od Lucie Korecké, vydal Herrmann & synové, 2018.
- Královo zrcadlo z angličtiny přeložil Jan Alex Voltr, vydalo Tribun EU 2019.
- „A tehdy pronesl strofu...“ Staroseverské příběhy o skaldech – překlad ság a příběhů o skaldech (Příběhy o Bragim Boddasonovi; Příběh o Þjóðólfovi z Hvínů; Sága o skaldech Haralda Krásnovlasého; Příběh o Þorsteinovi Staviteli stanů; Příběh o Eyvindu Finnssonovi, zvaném Kaziskald; Příběh o králi Sigurðovi Slině, synu Gunnhildinu; Příběh o Hrómundovi Kulhavém; Příběh o Þorleifu Ásgeirssonovi; Příběh o Þorvaldu Zcestovalém; Příběh o Stefnim Þorgilssonovi; Příběh o Þórarinu Loftungovi; Příběh o Þormóðu Kolbrúnarskaldovi; Příběh o Jǫkulu Bárðarsonovi; Příběh o Sighvatu Þórðarsonovi a Příběh o Óttaru Černém; Příběh o Ívaru Bílém a Sighvatu Þórðarsonovi; Příběh o Hrafnu Guðrúnarsonovi; Příběh o Þorgrímu Hallasonovi a Bjarnim Gullbrár-Skaldovi; Příběh o Arnórovi Skaldovi jarlů; Příběh o Þórim Álfhildarsonovi; Delší příběh o Stúfovi Slepém; Příběh o rybáři; Příběh o Sneglu-Hallim; Smrt krále Haralda Sigurðarsona; Příběh o Gíslu Illugasonovi; Příběh o Þórðu od Ásy Zlaté; Příběh o Ívaru Ingimundarsonovi; Příběh o Einaru Skúlasonovi; Příběh o Þórarinu Krátkém plášti; Příběh o Mánim z Islandu; Příběh o Sturlovi Þórðarsonovi) vydala Filozofická fakulta Univerzity Karlovy, 2019, překlad Jiří Starý, Magda Králová, Ondřej Vaverka, Lucie Korecká, Lada Halounová, Kristýna Králová, David Šimeček, Helena Kadečková, Veronika Dudková a Marianna Gorroňová.
- Věk Sturlungů. Ságy o Islandu třináctého století – překlad několika islandských ság o rodu Sturlungů z 13. století (Sága o Aronu Hjǫrleifssonovi; Rod Sturlungů; Þórð Sighvatsson; Sága o Þorgilsovi Zaječím pysku; Gizur Þorvaldsson; Příběh o Sturlovi Þórðarsonovi) vydala Filozofická fakulta Univerzity Karlovy, 2021, přeložila Markéta Ivánková.

## Novodobé ságy
- Sága rodu Forsytů